# Karol Friser
Karol Friser (ur. 3 marca 1890 w Lubaczowie, zm. 27 grudnia 1982 w Gdańsku) – podpułkownik obserwator Wojska Polskiego, kawaler Orderu Virtuti Militari.

## Życiorys
Urodził się 3 marca 1890 w Lubaczowie, w ówczesnym powiecie cieszanowskim Królestwa Galicji i Lodomerii, w rodzie Szawła i Sydonii z domu Gotthelf. W 1909 zdał egzamin dojrzałości w C. K. Gimnazjum Męskim w Sanoku (określany wówczas jako „Frieser”; w jego klasie byli m.in. Jakub Mikoś, Władysław Owoc, Jan Scherff, Stanisław Sinkowski, Zygmunt Wrześniowski, Karol Zaleski). Następnie studiował prawo i ekonomię na Uniwersytecie Jagiellońskim. Studia ukończył w 1912 roku.
Po wybuchu I wojny światowej, 31 sierpnia 1914 roku, został powołany do służby w armii austro-węgierskiej. Otrzymał przydział do 29. pułku armat polowych, później w 90. pułku piechoty i w niemieckim 375. pułku piechoty. W składzie tych jednostek walczył na froncie serbskim, włoskim i rumuńskim. W 1917 roku przeszedł miesięczny kurs obserwatorów lotniczych w szkole w Wiener Neustadt, po którym otrzymał 1 marca 1918 roku przydział do 101 Fliegerkompanie (Flik 101/G), a następnie 1 listopada do 102 Fliegerkompanie (Flik 102/G). W czasie walk był dwukrotnie zestrzelony, podczas drugiego zestrzelenia we wrześniu 1918 roku został ciężko ranny. Trafił na leczenie do szpitala na terenie Węgier, a następnie został odesłany na rekonwalescencję do rodzinnego Lubaczowa.
1 listopada 1918 roku Rada Regencyjna mianowała go komendantem Lubaczowa i powierzyła mu zadanie sformowania na tym terenie jednostek Wojska Polskiego. Otrzymał przydział do 1. pułku strzelców w Jarosławiu. Z uwagi na jego wyszkolenie lotnicze został skierowany do Krakowa, gdzie wszedł w skład 3. eskadry lotniczej organizowanej przez jego przyjaciela Camillo Periniego. 18 listopada 1918 roku 3. el została przebazowana do Lwowa, gdzie Karol Frieser objął stanowisko oficera taktycznego eskadry. W tej jednostce wykonał 34 loty bojowe. 4 grudnia 1918 roku, w załodze z Camillo Perinim, zbombardował i ostrzelał oddziały ukraińskie w Gródku Jagiellońskim co znacznie ułatwiło polskim wojskom zdobycie tej miejscowości. 19 grudnia, również w załodze z Camillo Perinim, wyróżnił się podczas ataków na ukraińską piechotę i artylerię. W trakcie lotów na rozpoznanie narysował mapę pozycji ukraińskich (jednostka w tym czasie nie posiadała aparatów fotograficznych), która stała się podstawą do dalszych działań rozpoznawczych 3. eskadry lotniczej.

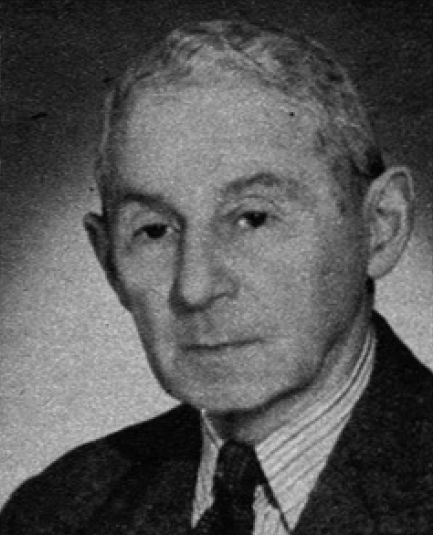
Karol Frieser (1950)

W kwietniu 1919 roku został przeniesiony do dowództwa II Grupy Lotniczej, a 20 czerwca 1920 roku został dowódcą II dywizjonu lotniczego. W lipcu objął stanowisko oficera taktycznego w szefostwie lotnictwa 3. Armii.
W maju 1922 roku odszedł z wojska na bezterminowy urlop, z którego został odwołany już w maju 1922 roku. Otrzymał przydział do 3 pułku lotniczego na stanowisko oficera wyszkolenia pułku. W 1925 roku przeszedł do Lwowa, gdzie wspólnie w Camillo Perinim organizował 6 pułk lotniczy. Objął tam stanowisko dowódcy II dywizjonu.
W 1927 roku został przeniesiony do Departamentu Lotnictwa Ministerstwa Spraw Wojskowych, gdzie w 1928 objął kierownictwo Wydziału Studiów i Wyszkolenia Departamentu Lotnictwa. Od kwietnia 1930 roku służył w 3 pułku lotniczym, gdzie objął stanowisko komendanta bazy lotniczej. 27 czerwca 1935 został mianowany podpułkownikiem ze starszeństwem z 1 stycznia 1935 i 3. lokatą w korpusie oficerów aeronautyki. W 1937, po utworzeniu korpusu oficerów lotnictwa został zaliczony do grupy technicznej. Do marca 1939 pozostawał w dyspozycji dowódcy 3 Grupy Lotniczej w Warszawie. W marcu 1939 roku objął kierownictwo komórki „Służba Portów Lotniczych”, której celem była rozbudowa sieci lotnisk odwrotowych w rejonie Lublina, Lwowa i Kosowa.
Po kampanii wrześniowej przekroczył granicę polsko-rumuńską i został internowany w obozie w Călimănești. Uciekł z obozu, przedostał się do Bukaresztu, gdzie pomagał polskim lotnikom w ewakuacji do Francji. On sam w kwietniu 1940 roku dotarł do Lyonu we Francji. Po klęsce Francji przedostał się do Wielkiej Brytanii. Wstąpił do RAF, gdzie otrzymał numer służbowy P-1332.
Objął stanowisko delegata Inspektora Lotnictwa przy delegacie Inspektora Lotnictwa gen. Stanisława Ujejskiego przy kadrze lotnictwa polskiego w Blackpool. W późniejszym czasie był przewodniczącym komisji selekcyjnej personelu latającego dla kandydatów do lotnictwa, sprawował tę funkcję do końca wojny.
W 1947 roku zdecydował się na powrót do Polski, osiedlił się w Gdańsku. Pracował w przedsiębiorstwach: „Wiercenia Poszukiwawcze” i „Centrostal”.
Zmarł 27 grudnia 1982 roku w Gdańsku i został pochowany 31 grudnia 1982 roku na Cmentarzu Srebrzysko (rejon X kwatera KW IV-14-2/1).

## Ordery i odznaczenia[6][19][20]
- Krzyż Srebrny Orderu Wojskowego Virtuti Militari nr 8121[21] – 27 lipca 1922[22]
- Krzyż Walecznych[23]
- Medal Lotniczy (trzykrotnie)
- Złoty Krzyż Zasługi – 10 listopada 1928 „w uznaniu zasług położonych w poszczególnych działach pracy dla wojska”[24]
- Polowa Odznaka Obserwatora nr 16
- Medal Wojny 1939–1945 (Wielka Brytania)
- Medal Obrony (Wielka Brytania)
- Krzyż Zasługi Wojskowej III klasy z dekoracją wojenną i mieczami (Austro-Węgry)
- Srebrny Medal Waleczności (Austro-Węgry)
- Krzyż Wojskowy Karola (Austro-Węgry)
- Medal Zasługi Wojskowej (Austro-Węgry)
- Krzyż Żelazny II klasy (Cesarstwo Niemieckie)
- finlandzka Odznaka Lotnicza (1929)[25]
- francuska Odznaka Obserwatora (1929)[25]